# 克尼普橋

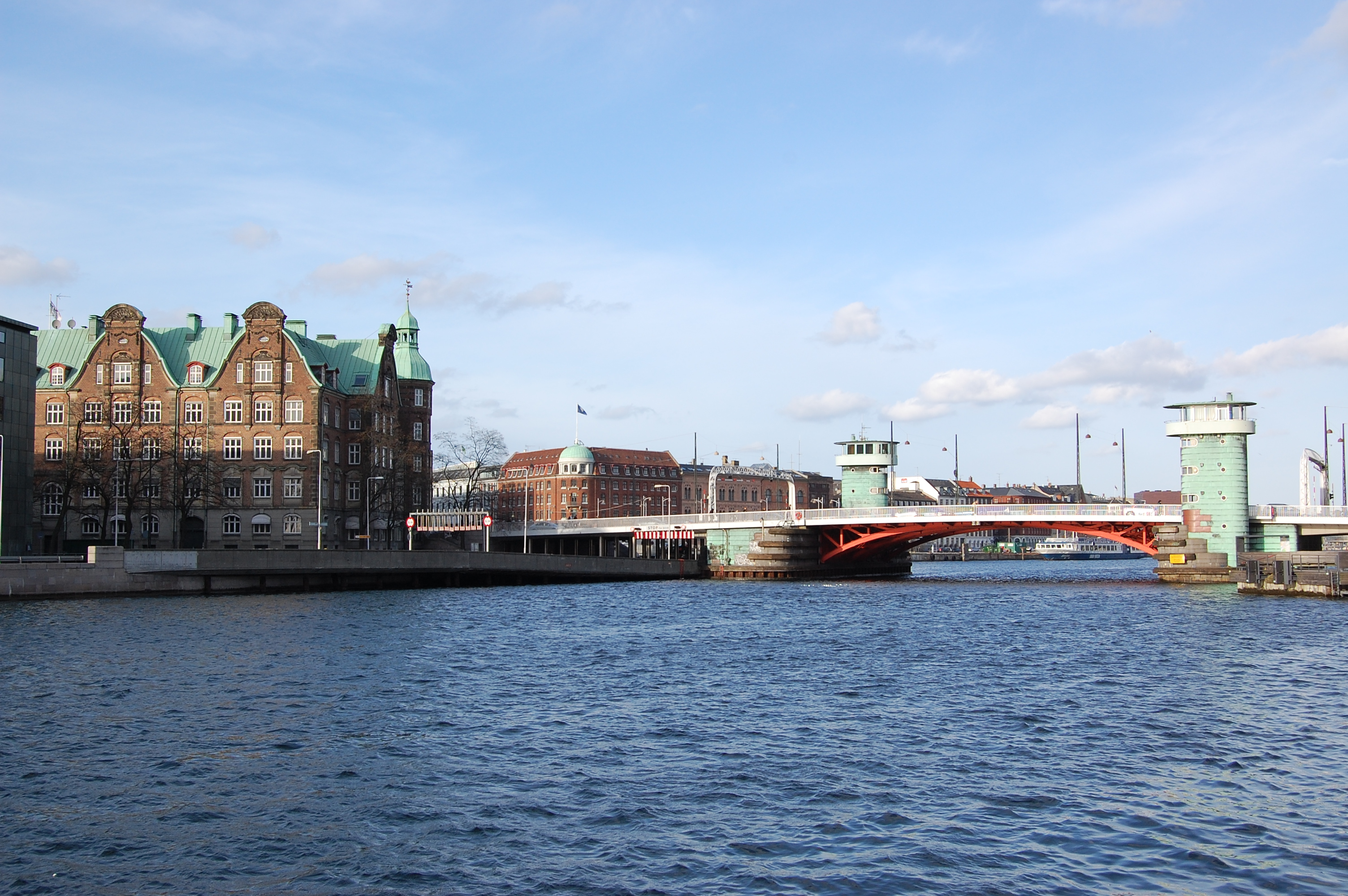
克尼普橋

克尼普橋（Knippelsbro）是位於丹麥首都哥本哈根的一座橋樑，是一座上開橋。這座橋樑也是哥本哈根市中心港口僅有的兩座機動車可以通行的橋樑，另外一座是長橋。現在的克尼普橋是第五代橋樑，全長115米，竣工於1937年。該橋也出現在丹麥克朗紙幣的設計上。

## 外部連結
- Listing （页面存档备份，存于） by the Danish Heritage Agency
- G. Lorenz. "Ny Knippelsbro （页面存档备份，存于）", page B1-B18 (13-30). Ingeniøren, 8 January 1938.